# ميداس إنتراكتيف إنترتنمنت
ميداس إنتراكتيف إنترتنمنت (بالإنجليزية: Midas Interactive Entertainment)، هي شركة بريطانية لنشر ألعاب الفيديو، تأسس الشركة سنة 1998، تم إصدار عدة ألعاب، ومنها لعبة داينستي واريورز 2.